# Audrey Tcheuméo
Audrey Tcheuméo (Bondy, 20 de abril de 1990) é uma judoca francesa da categoria até 78 quilos.
Foi campeã mundial em Paris 2011.
Conquistou a medalha de bronze na Jogos Olímpicos de 2012. Na edição de 2016 obteve a medalha de prata ao ser derrotada na luta final pela norte-americana Kayla Harrison.